# 大阪ベイタワー

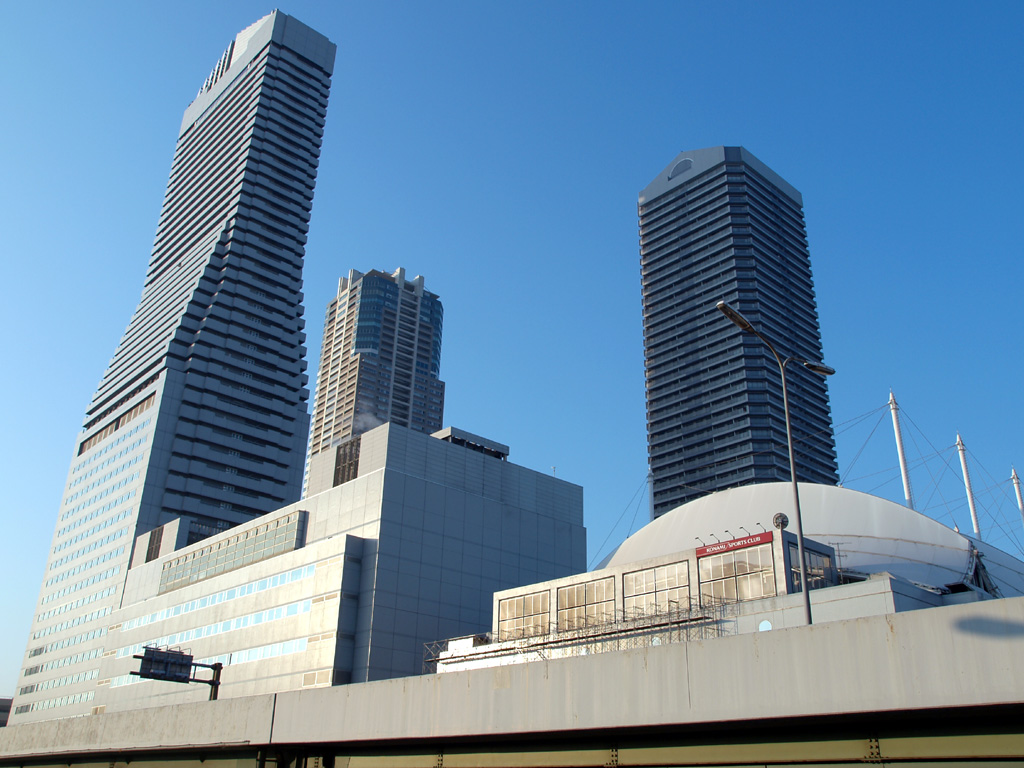
ORC200（画像一番奥の高層マンションはクロスタワー大阪ベイ）

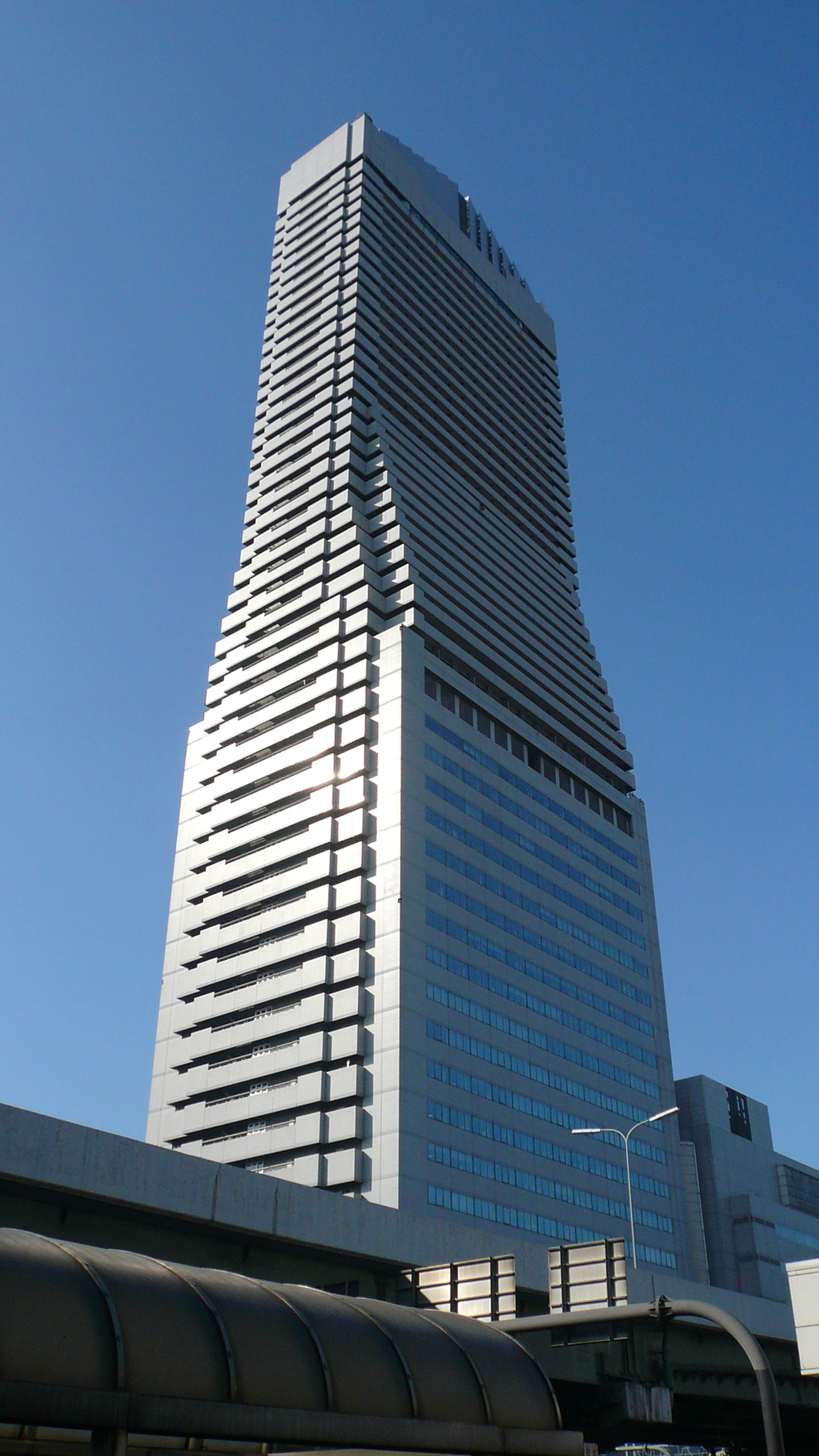
OSAKA BAY TOWER 1番街

大阪ベイタワー（OSAKA BAY TOWER、おおさかベイタワー）は、大阪市港区弁天にある再開発施設・超高層ビル。最高部の高さは200mで、1993年3月の開業から2018年3月26日までの名称はORC 200（オーク200）であった。

## 概要
大阪市が弁天町駅（JR大阪環状線・Osaka Metro中央線）の西側に広がる3haの市有地を再開発し完成した施設で、同駅とは高架の連絡通路で結ばれている。
公有地信託制度を導入した「弁天町駅前開発土地信託事業」として、1993年2月に竣工。旧名称の ORC は「大阪リゾートシティ」の頭文字 (Osaka Resort City)、200 は最高部の高さ (200m) に因んでいた。
敷地の総面積は30,067m2で、開業当時はホテルやインドアプールを擁する超高層の複合商業施設として注目。1958年7月1日の開局当初から桜橋の大阪サンケイビル（後にブリーゼタワーとして改築）で放送を続けていたラジオ大阪は、当施設の竣工を機に、本社とスタジオを当施設の2番街西館へ移転させた。
事業はりそな銀行などが請け負ったがバブル経済崩壊で収益は計画を大きく下回りりそな銀行を含めた3つの銀行に600億円以上の債務が発生した。3行は銀行の過失がない場合には土地の所有者に損失の補填を請求できるとの当時の信託法から大阪市に対して債務の負担を求め裁判を起こした。大阪市側は2012年に事業から利益を得る権利を放棄したため負担の必要は無いとしていたが、2013年3月に大阪地方裁判所は、当時の市議会における職員の答弁から市が損失補填の可能性を認識していたことは明らかであるとして、大阪市の責任を認め637億円を支払うよう命じる判決を下した。
2015年（平成27年）に大阪市は所有する1番街、2番街及び3番街の売却につき入札を行い、フォートレス・インベストメント・グループが運用する「Ganges特定目的会社」が86億2,100万円で落札した。
2018年（平成30年）3月27日から、施設名を現在の大阪ベイタワー（OSAKA BAY TOWER）に変更した。
丸紅系のユナイテッド・アーバン投資法人はGanges特定目的会社から、本物件の専有部分全体のうち55.4%の区分所有権（オフィス、商業施設、住居等）を信託財産とする信託受益権につき、2023年（令和5年）3月20日に準共有持分10%を26億37百万円で取得、2024年（令和6年）3月28日に準共有持分10%を26億37百万円で追加取得、同年9月2日に準共有持分80%を210億96百万円で追加取得（合計263億70百万円）。また、フォートレス系のインヴィンシブル投資法人はGanges特定目的会社から、本物件の専有部分全体のうち44.6%の区分所有権（アートホテル大阪ベイタワー＆空庭温泉）を信託財産とする信託受益権につき、2024年（令和6年）7月31日に311億85百万円で取得。すなわち、Ganges特定目的会社は合計575億55百万円で売却となった。
なお、ホテルの運営はフォートレス系の「大阪ベイタワー合同会社」が実施する。

## 建物
- 1番街・メインタワー - 地上51階、地下3階 - アートホテル大阪ベイタワー、オフィス階。
- 2番街東館・ベイタワーイースト - 地上9階、地下3階 - 医療施設、運動施設など。
- 2番街西館・ベイタワーウエスト - 地上7階、地下3階 - ラジオ大阪本社、関西フィルハーモニー管弦楽団オークホール、大阪弁天町郵便局など。
- 3番街・ベイタワーノース - 地上5階、地下2階 - 空庭（そらにわ）温泉 OSAKA BAY TOWER（2019年2月26日に開業）、1階は商業施設（ロピアベイタワー店（2021年4月5日に開業）など）。
- 4番街・プリオタワー - 地上50階、地下2階 - プリオタワーレジデンス（マンション）、オフィス階。

## 交通
- 弁天町駅
  - JR大阪環状線
  - Osaka Metro中央線

## 主な施設
- アートホテル大阪ベイタワー
  - 後述する「ホテル大阪ベイタワー」を継承する形で、2018年3月29日に開業。マイステイズ・ホテル・マネジメント（2025年6月まで）→アイコニア・ホスピタリティ（2025年7月から）が運営する関西地区最大（日本国内6ヶ所目）のフルサービス型ホテルで、ユニバーサル・スタジオ・ジャパンのアソシエイトホテルとして運営されている。客室を「ホテル大阪ベイタワー」時代の388室から464室に増やしたほか、キッチンや二段ベッドなどを設けた家族向けの客室を新設。
- 空庭温泉 OSAKA BAY TOWER
  - 2019年2月26日に営業を開始した関西地方最大級の屋内温泉テーマパークで、開業前のプロジェクト名は「ソラニワ大阪SPA」。後述する「POOLS」（インドアプール）などに使われていたスペースを全面的に改修した上で、安土桃山時代の町並みを再現しながら、（地下1000mから汲み上げている天然温泉の露天風呂を含む）7種類の温泉、足湯、7種類の岩盤浴場、日本国内で最大規模のリラクゼーション・スペース、居酒屋、利き酒コーナー、飲食店などを設けている[10]。

### 過去に存在した主な施設
- ホテル大阪ベイタワー
  - 当施設のオープンを機に「三井アーバンホテル大阪ベイタワー」として開業したが、運営会社による商号の変更（三井観光開発株式会社→グランビスタ ホテル&リゾート）やホテル運営事業の見直しを背景に、2007年7月1日から「ホテル大阪ベイタワー」に改称した[11]。2018年1月5日で営業を終了した[12]。
  - 運営会社をマイステイズ・ホテル・マネジメントに変更した上で、同年3月29日から「アートホテル大阪ベイタワー」として再オープン。
- コナミスポーツクラブ弁天町
  - 元は西日本最大級のインドアプールを備えたレジャー施設で、有限会社ウエルネスサプライが、開業当初から1997年3月31日まで「弁天町パラディッソ (Paradisso) POOLS」という名称で営業[13]。同社が施設の運営から撤退してからも、「POOLS」（プールズ）→「FREIZEIT」（フライツァイト）という名称で営業を続けていた。後に「POOLS」を含めてコナミスポーツがスポーツクラブを運営していたが、2017年3月31日に営業を終了[14]。
  - 「パラディッソ」時代からプールを覆うアーチ型の巨大な膜屋根がトレードマークになっていたが、「空庭温泉 OSAKA BAY TOWER」の開業に向けた改修工事の一環で、2018年3月に撤去された。撤去工事を担当した株式会社オクダによれば、工事現場が弁天町駅の西隣であることに加えて、屋根の総重量が18トンにも上ったことから工事は難航。結局、屋根の左右両端の支柱を補強しながら、3つのパーツ（左右および頂部）に分割した上で撤去したという[15]。